# 头襟

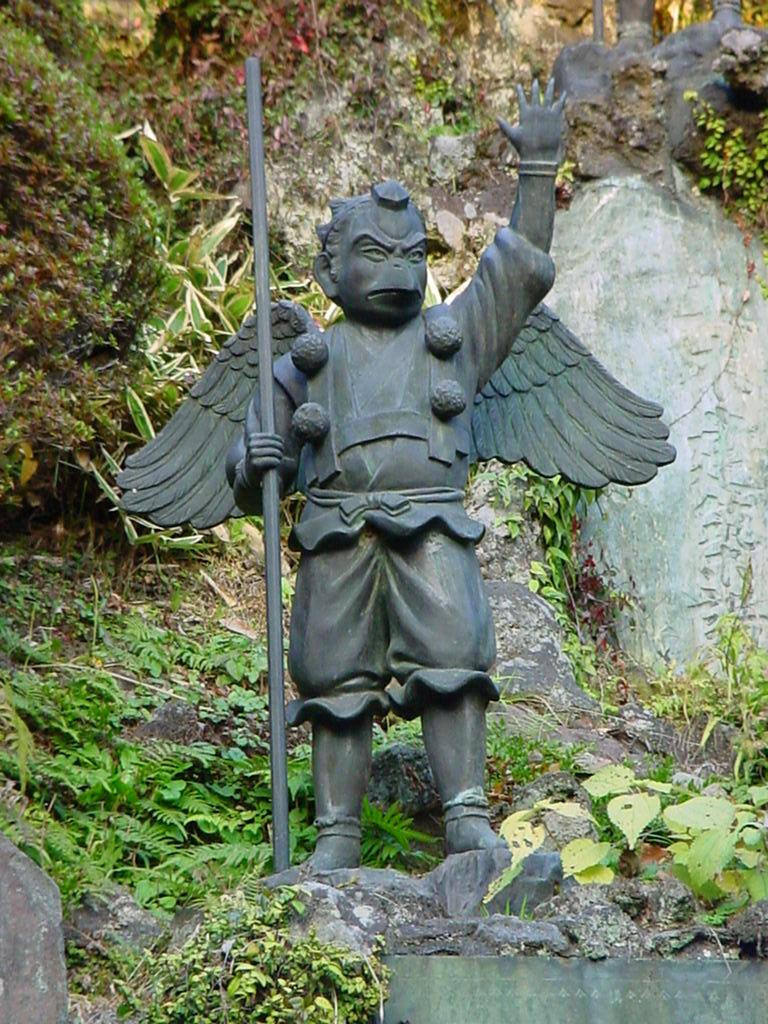
建长寺半僧坊中的戴头襟的山伏扮作乌天狗的塑像。

头襟（日语：／ tokin）是戴在日本修验道的山伏或日本神话中的天狗的额头上的一个小型黑色冠帽。

## 起源
據日本史書《役行者本記》記載，役小角在701年獲大赦，從流放地伊豆大島回到大和国之際，獲文武天皇下賜一頂黑色的冠，是頭襟的由来。江戶時代開始微型化，變成現在的形制。
此外，头襟在外观上类似于正统派的犹太人的经文匣。根据日犹同祖论的一些分析，它们二者可能是同源的。

## 作用

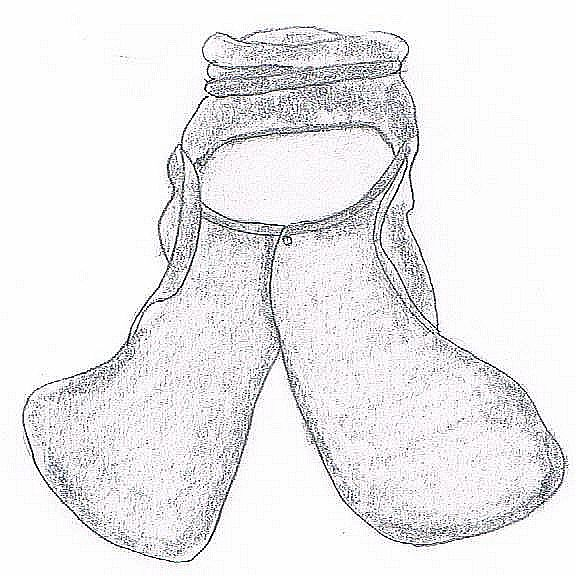
作为头盔的头襟。

头襟不仅是一种戴在头部的饰品，還有防止山中瘴氣的作用。而且还可以被当作饮用的杯具。此外，大型的、皮革制的头襟还可以被当作头盔来用。